# K. Chandrasekharan

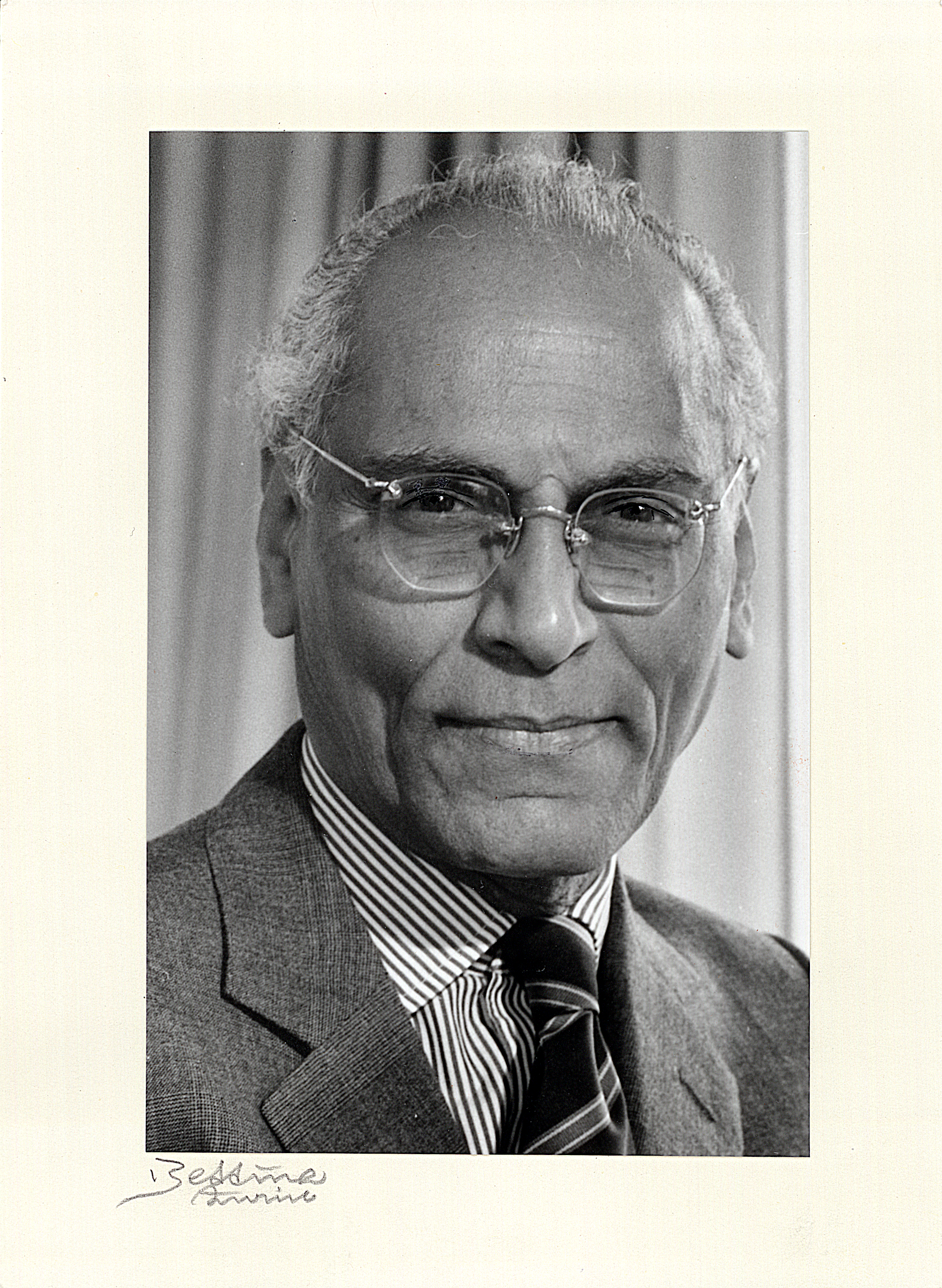
K. Chandrasekharan (ca. 1980)

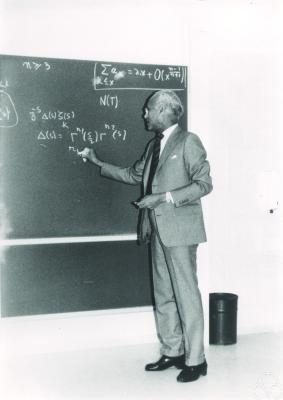
Komaravolu Chandrasekhar (1987)

K. Chandrasekharan (Komaravolu Chandrasekharan; * 21. November 1920 in Machilipatnam, Andhra Pradesh; † 13. April 2017 in Zürich) war ein indischer Mathematiker, der sich mit Analysis und Zahlentheorie beschäftigte.

## Leben
Chandrasekharan ging in Bapatla im Distrikt Guntur zur Schule und studierte am Presidency College in Chennai, wo er seinen Masterabschluss machte und bei K. Ananda Rau (der früher mit S. Ramanujan in Cambridge in England war) 1945 promoviert wurde, während er gleichzeitig 1940 bis 1943 als Research Scholar an der Universität Madras arbeitete. Danach war er 1946–1949 am Institute for Advanced Study und anschließend Professor am Tata Institute of Fundamental Research in Bombay, wo er 15 Jahre lang die mathematische Abteilung zu einem weltweit führenden Forschungszentrum ausbaute und führende Wissenschaftler wie Laurent Schwartz und Carl Ludwig Siegel einlud, dort Vorlesungen zu halten. Probleme mit dem Physiker Homi Jehangir Bhabha führten dazu, dass er 1965 an die ETH Zürich wechselte, wo er auch 1988 emeritierte.
Chandrasekharan beschäftigte sich unter anderem mit Fourierreihen, trigonometrischen Summen in der analytischen Zahlentheorie und Geometrie der Zahlen.
1955 bis 1961 war er Mitglied des Executive Committee der International Mathematical Union und er war auch 1961 bis 1966 deren Sekretär und 1971 bis 1974 deren Präsident. 1961 bis 1966 war er Mitglied des wissenschaftlichen Beirats des indischen Kabinetts. 1963 bis 1966 war er Vizepräsident des International Council of Scientific Unions und 1966 bis 1970 deren Generalsekretär. Er war Herausgeber des Journal of the Indian Mathematical Society.
1959 erhielt er den Padma Shri und 1959 den Shanti-Swarup-Bhatnagar-Preis. 1966 erhielt er die Ramanujan-Medaille. Er war Fellow der American Mathematical Society. 1975 wurde er zum auswärtigen Mitglied der Finnischen Akademie der Wissenschaften gewählt. 1996 wurde er Ehrenmitglied der Österreichischen Akademie der Wissenschaften.
Zu seinen Doktoranden zählen M. S. Narasimhan und Raghavan Narasimhan.

## Schriften
- mit Salomon Bochner: Fourier Transforms (= Annals of Mathematics Studies. 19, ISSN 0066-2313). Princeton University Press, Princeton NJ 1949.
- Introduction to analytic number theory (= Die Grundlehren der mathematischen Wissenschaften. Bd. 148, ISSN 0072-7830). Springer, Berlin u. a. 1968.
- Arithmetical Functions (= Die Grundlehren der mathematischen Wissenschaften. Bd. 167, ISSN 0072-7830). Springer, Berlin u. a. 1970.
- Elliptic Functions (= Die Grundlehren der mathematischen Wissenschaften. Bd. 281). Springer, Berlin u. a. 1985, ISBN 3-540-15295-4.